# 현대 EV 스테이션 강동
현대 EV 스테이션 강동은 현대자동차의 전기차 충전소이다.

## 규모 및 시설
- 연면적 - 4,066㎡(약 1,230평)
- 하이차저 - 총 8기 (350kw급 고출력·고효율 충전 / 2대 동시 충전 가능 - 각각 175kw 출력 지원)[2]

## 운영 시간
- EV Charging Station - 24시간 운영
- EV Driving Center - 오전 9시 ~ 오후 9시

## 위치
- 서울특별시 강동구 천호대로 1221

## 같이 보기
- 현대자동차
- 전기
- 전기자동차
- 수소
- 수소충전소